# Figuren aus South Park
Dieser Artikel beschreibt die wichtigsten Figuren der Zeichentrickserie South Park.

## Überblick
Die Hauptfiguren von South Park sind Eric, Kyle, Stan und Kenny. Darüber hinaus treten im Verlauf der Serie viele weitere Charaktere auf, von denen Butters, Randy Marsh und Herbert Garrison die wichtigsten darstellen.

## Hauptfiguren

### Eric Theodore Cartman
Kennzeichen: hellblaue Mütze, darunter hellbraunes Haar, rote Jacke, braune Hose und korpulenter Körperbau.
Eric Cartmans korpulenter Körperbau ruft oft Gespött unter den jungen Einwohnern South Parks hervor, insbesondere bei den vier Hauptcharakteren: Von Kyle und Stan wird er als „Fettarsch“ (engl. „fatass“) bezeichnet. Er selbst ist jedoch – ebenso wie seine Familie – davon überzeugt, er habe lediglich „schwere Knochen“ und sei in Wirklichkeit schlank, beziehungsweise müsse noch „in seinen Körper hineinwachsen“ und „komme nur in Form“, wie es ihm auch von seiner Mutter eingeredet wird. Sie verwöhnt ihn in höchstem Maße und ist ihm in manchen Situationen hörig. Auch deshalb ist Cartman verzogen und voller stereotyper Einstellungen, vor allem gegenüber Juden. So ist Adolf Hitler eines seiner größten Vorbilder, was er oft sehr ausführlich betont und sich auch in sozialdarwinistischen und chauvinistischen Handlungen und Ansichten äußert. Ein anderes Vorbild ist Mel Gibson, der sich durch den Film Die Passion Christi bei ihm sehr beliebt gemacht habe. Cartman handelt meist sadistisch, berechnend und egoistisch – Charakterzüge, die in späteren Staffeln offensichtlicher werden. Auch seine Abneigung gegen Hippies (anfangs mit „Ökofritzen“ übersetzt) ist unübersehbar. In frühen Folgen ist Kenny sein bester Freund; später nimmt der gutmütige Butters diese Stellung ein, der alles glaubt, was Eric ihm weismacht, und ihn bei jedem Vorhaben unterstützt. Ständig versucht er seinen Mitschülern, insbesondere seinen Freunden Stan, Kyle, Kenny und Butters, übel mitzuspielen. Laut Aussage der Schöpfer ist er „der dreckige kleine Bastard, der in jedem von uns steckt“.
Eric hat miserable Schulnoten. Trotzdem ist er ein intelligenter Junge, der es versteht, die Leute in seinem Umfeld – sehr oft seine vermeintlichen Freunde und seine Mutter – immer wieder zu manipulieren. Gelegentlich darf der Zuschauer allerdings auch hinter seine aufgebaute Fassade blicken: Dort kommt ein verzweifelter kleiner Junge zum Vorschein, dem in seinem Leben vor allem eine Vaterfigur fehlt. Dieser Zustand wird noch dadurch gekrönt, dass Mrs. Cartman sich kaum bemüht, ihre sexuellen Eskapaden vor ihm geheim zu halten.
Erst in der 201. Episode wird offenbart, dass Jack Tenorman sein Vater ist; in Unkenntnis davon hatte Cartman jedoch zuvor für dessen Tod gesorgt, um sich an Scott Tenorman (seinem Halbbruder) zu rächen. Bis dahin war ihm weisgemacht worden, seine Mutter sei ein Zwitter und eigentlich sein biologischer Vater; da die Folgen 200 und 201 nie in Deutschland ausgestrahlt, geschweige denn übersetzt wurden, weiß das kaum jemand.
Laut den Machern von South Park basiert Eric Cartman auf der Figur Archie Bunker aus All in the Family.
In späteren Folgen wird Cartman von Stan und Kyle kaum noch ernst genommen, wenn er eine neue Verschwörung erfindet, die meistens auf Kyle abzielt.
In Staffel 20 ist Eric mit Heidi Turner liiert. Da beide keine Social-Media-Accounts mehr haben, empfinden sie zunehmend Sympathien füreinander. Obwohl ihre Beziehung zum Staffelende angespannter wird, bleiben sie zusammen.

### Kyle Broflovski
Kennzeichen: grüne Mütze mit Ohrenschützern, darunter rote Haare, orange Jacke und Hose in Oliv
Kyle repräsentiert das Alter Ego von Erschaffer Matt Stone, stammt wie dieser aus einer jüdischen Familie und ist neben Stan eine der wenigen vernünftigen Personen in South Park. Insbesondere von Cartman wird Kyle wegen seiner jüdischen Zugehörigkeit angegriffen und teilweise sogar in heikle Lagen gebracht. Da sein Vater als recht erfolgreicher Anwalt arbeitet, ist Kyle auch der wohlhabendste des Quartetts.
Kyle hat einen kanadischen Adoptivbruder namens Ike Moisha und einen Cousin, der ebenfalls Kyle heißt.
Unter seiner Mütze verbirgt sich langes, lockiges, rotes Haar. Sein Geburtstag ist der 26. Mai. Seit der vierten Staffel ist bekannt, dass Kyle schon sein ganzes Leben lang Diabetiker ist. Seine erste große Liebe heißt Rebecca.
Kyles Eltern heißen Sheila und Gerald; deren Verhalten wurde in überspitzter Weise von Matt Stones Eltern übernommen, die ebenfalls Sheila und Gerald heißen.

### Stanley „Stan“ Marsh
Kennzeichen: blaue Mütze, darunter schwarzes Haar, braune Jacke und blaue Hose
Stan stellt das Alter Ego von Erschaffer Trey Parker dar. Er ist vernünftig, intelligent und fungiert nicht selten als Mediator zwischen Cartman, Kyle und Kenny. Er ist der emotionalste des Quartetts, was sich beispielsweise in seiner Liebe für Wendy oder im Umgang mit emotional berührenden Situationen widerspiegelt.
Eigentlich sind ausschließlich Stan und Kyle wahrhaft enge Freunde. Cartman wird mehr geduldet als gemocht und von Kenny trennt beide eine deutliche soziale und intellektuelle Kluft.
Stans auffälligste Eigenschaft ist seine Initiativbereitschaft und Wahrnehmungsgabe, die meist gegen Ende einer Sendung in einer moralischen Conclusio wie „Ich habe heute etwas gelernt…“ endet. In einigen Fällen übernimmt aber auch Kyle oder ein Erwachsener diesen Part. Nimmt Cartman einmal diesen Part ein, so mündet er eher in einem sinnlosen oder verdrehten Abschluss. Den größten Kampf muss Stan im täglichen Leben mit seiner Schwester Shelly austragen, welche im Verlauf der Serie den Höhepunkt ihrer Pubertät durchmacht. Er ist dabei meist das Opfer, das von ihr schikaniert und verprügelt wird.
Stans Eltern heißen – ebenso wie jene von Trey Parker – Randy und Sharon. Außerdem hat auch Trey Parker eine Schwester mit dem Namen Shelly.

### Kenneth „Kenny“ James McCormick
Kennzeichen: oranger Parka mit über den Kopf gezogener Kapuze, darunter blonde Haare und orange Hose
Kennys Familie ist sehr arm, worüber sich Cartman gerne lustig macht. Dennoch leistet er sich mitunter teure Hobbys, zum Beispiel eine PlayStation Portable (PSP).
Ein Running Gag in South Park ist, dass Kenny bis Ende der fünften Staffel in (fast) jeder Episode auf eine meist bizarre Art stirbt, aber in der nächsten Folge wieder auftaucht. Kommt Kenny zu Tode, folgt darauf in der Regel der von Stan bzw. Kyle verwendete Ausruf „Oh mein Gott! Sie haben Kenny getötet!“ – „Ihr (verdammten) Schweine!“. Dies wird des Öfteren auch innerhalb der Serie parodiert, wenn die beiden beschäftigt sind und den Spruch nur sehr emotionslos und verkürzt wiedergeben. Im Verlauf der Serie wurde bekannt, dass Kenny nach seinem Versterben in seinem Bett aufwacht. In einem humoristisch inszenierten Interview als Vorspann zu den ersten Folgen antworteten Trey Parker und Matt Stone, die Macher von South Park, auf die Frage, warum sie Kenny permanent sterben lassen, einstimmig mit: „Weil er arm ist.“ Kenny spricht nur selten; wenn, nuschelt er in seine Kapuze hinein, so dass seine Aussagen für den Zuschauer – anders als für die Bewohner von South Park – in der Regel völlig unverständlich sind. Seine Kommentare oder Äußerungen sind häufig voller Obszönitäten. Für die deutsche Synchronisation spricht Sabine Bohlmann vollständige Sätze, von denen sie aber nur bestimmte Worte (halbwegs) verständlich sagt, während sie die restlichen möglichst unverständlich nuschelt. Dabei hält sie sich eine Hand vor den Mund.
Der besonders frühpubertäre Kenny weiß bereits Einiges über Geschlechtsverkehr und ist in dieser Hinsicht der „reifste“ der Jungen. Aus den Reaktionen seiner Freunde kann man oft schließen, dass viele seiner Aussagen obszönen oder pornographischen Inhaltes sind – ein weiterer Running Gag der Serie. Obwohl er zu der Clique von Stan, Kyle und Cartman gehört, scheint er ein Außenseiter zu sein, denn seine Freunde unterhalten sich oft ohne ihn miteinzubeziehen. Kyle äußert in der Folge „Der Wind hat mir ’ne Pocke erzählt“, dass er eigentlich nicht mit Kenny befreundet und es ihm gleichgültig sei, ob es Kenny gut ginge oder nicht.
Nur ganz selten, erstmals im South-Park-Film, ist Kenny ohne seinen Parka zu sehen; zum Vorschein kommt dann ein unscheinbarer blonder Junge.
Kenny hatte bisher zwei Freundinnen: Kelly und Tammy.
Nach seinem „endgültigen“ Tod in der fünften Staffel existierte bis zum Ende der sechsten Staffel nur noch seine Seele, die kurzzeitig in Eric Cartmans Körper gefangen war, da Cartman Kennys Asche für Kakaopulver gehalten und sie getrunken hatte. In der Weihnachtsfolge der sechsten Staffel kehrt Kenny jedoch wieder zurück – im typischen South-Park-Stil lediglich mit dem lakonischen Kommentar „Hab’ Urlaub gemacht“. Seitdem wurden die Tode Kennys seltener und unregelmäßiger. Außerdem begann man anschließend, Kennys Aussprache deutlicher wiederzugeben, so dass sie mittlerweile auch auf Deutsch verständlich ist.
In einer Episode der 13. Staffel tritt Kenny als der dunkle Rächer „Mysterion“ im Stile des Nolan-Batmans mit verstellter Stimme auf und gerät zunächst in Konkurrenz zum „Coon“, der von Cartman verkörpert wird. Diese Storyline wird in einigen Folgen der 14. Staffel fortgesetzt, in der Cartman die Superheldengewerkschaft „Coon and Friends“ betreibt, zu der auch Mysterion gehört.
Kenny hat einen großen Bruder namens Kevin sowie eine jüngere Schwester, die Karen heißt und zu Beginn der neunten Staffel erstmals in Erscheinung tritt. Er hat am 22.3. Geburtstag.

## Eltern

### Liane Cartman
Cartmans Mutter ist schwer nymphomanisch veranlagt und will nicht wahrhaben, dass sie einen völlig missratenen Sohn hat. Sie ist im Gegensatz zu ihm nicht sonderlich intelligent, sehr großzügig, gutmütig und recht naiv, vor allem, was die Entwicklung ihres Sohnes angeht, den sie ständig „Pupselchen“ nennt. Dies nutzt Cartman regelmäßig aus, um sie zu manipulieren. So bringt er sie u. a. dazu, ihm zu Halloween ein Kostüm von Adolf Hitler zu machen, da sie nicht wusste, wer Hitler war.
Mrs. Cartman hatte bereits mit fast allen männlichen und auch diversen weiblichen Einwohnern South Parks Geschlechtsverkehr. Im Verlauf der Serie wird immer wieder auf ihre sexuelle Freizügigkeit angespielt, die sich hinter ihrem unscheinbaren Äußeren verbirgt. Dieser seit Beginn der Serie laufend verwendete Running Gag wird auch in späteren Staffeln konstant weitergeführt.

### Randall „Randy“ Marsh
Randy Marsh ist Stans Vater. Er arbeitet als Geologe und wird gelegentlich als der einzige Wissenschaftler in South Park angesehen und bei entsprechenden, auch geologiefremden, Problemen zu Rate gezogen. Der unreif wirkende Randy agiert des Öfteren melodramatisch und neigt zu Übertreibungen in Einschätzungen von Situationen, Trends, Neuigkeiten und Gefahren, weswegen er häufig ausgerechnet von seinem Sohn wieder zur Vernunft gebracht werden muss. Gleichzeitig versucht Randy aber auch das gute Gewissen der Familie zu sein. Er hat einen älteren Bruder namens Jimbo Kern und ist der Sohn des zeitweise in seinem Haus lebenden Marvin Marsh. Des Weiteren hat sich Randy mit seinem Alter Ego Lorde, eine Popsängerin, eine geheime Identität verschafft.

### Sharon Marsh
Stans Mutter Sharon, die in der ersten Staffel noch Carol hieß, ist im Vergleich zu anderen Protagonisten eine der unscheinbareren Figuren, dennoch schafft sie eine Grundlage für Konflikte im Haushalt der Marshs. Häufig streitet sie mit ihrem Mann und versucht ihn zu belehren, wenn er wieder einmal einem Trend folgt oder sich unreif benimmt. Die gelegentlich offensichtliche Instabilität der Ehe zwischen Randy und Sharon wird innerhalb der Serie mehrmals thematisiert. Diese hat für beide Partner beinahe die Trennung zur Folge.

### Gerald Broflovski
Gerald Broflovski ist Kyles Vater und ein erfolgreicher Anwalt, welcher seiner Familie gerne den Inhalt seiner Tätigkeiten vorenthält. Wenn Kyle den moralischen Fehltritten seines Vaters auf die Schliche kommt, verwirrt ihn dieser mit komplexen Anekdoten der menschlichen Gesellschaft. Geralds Frau Sheila, von der er sich in vielen soziologischen Aspekten unterscheidet, ist vor allem mit ihrer Verhaltensweise der Gegenpol zu ihm. Gerald repräsentiert eine für die westliche Welt typische Vaterrolle, in welcher er zwar die Familie finanziell am Leben erhält, außerhalb seines Berufes jedoch kaum Initiative ergreift. Zu Kennys Vater verband ihn in früheren Zeiten eine enge Freundschaft, mittlerweile ist er mit Randy Marsh befreundet.

### Sheila Broflovski
Kyles Mutter ist eine sehr leicht reizbare, übergewichtige Frau, die stets energisch für den Schutz ihrer Kinder oder diverser Minderheiten eintritt – meist mit desaströsen Auswirkungen. So ist sie beispielsweise im 1999 erschienenen Film verantwortlich für die Kriegserklärung an Kanada, welche beinahe den Weltuntergang zur Folge hat.
Sie verträgt keinerlei Kritik an ihrem Handeln und ist nicht selten besessen von einem Ideal, welches sie unter allen Umständen durchzusetzen versucht. Ihre Annahme, das Richtige für die Gemeinschaft South Parks zu tun, erweist sich häufig als Irrtum.

### Stuart McCormick
Kennys Vater, ein arbeitsloser Alkoholiker und Drogensüchtiger, wohnt mit seiner Familie im Armenviertel von South Park und ist begeisterter Leser von Sexmagazinen. In seiner Jugend war er eng mit Kyles Vater Gerald befreundet, doch während jener Karriere als Anwalt gemacht hat, verkörpert Stuart mit seiner Familie nun das Klischee der in den USA als White Trash (dt. „weißer Abschaum“) bekannten Arbeiterfamilie mit mangelndem Arbeitswillen. Die soziale und intellektuelle Kluft führte zur raschen Auflösung der Freundschaft.

### Carol McCormick
Kennys Mutter lebt, wie ihr Mann, von staatlicher Unterstützung. Meist trägt die rothaarige Carol ein grünes T-Shirt, welches mit dem Satz I’m with stupid (Ich bin mit/bei einem Dummen) und einem Pfeil verziert ist, der immer in Richtung der ihr am nächsten befindlichen Person weist. Sie ist römisch-katholischen Glaubens und hat wie auch ihr Ehemann Stuart eine Affinität für alkoholische Getränke und diverse illegale Substanzen.

### Stephen Stotch & Linda Stotch
Stephen und Linda sind die strengen Eltern von Butters, die ihrem Sohn oft für Kleinigkeiten Hausarrest erteilen. Stephen ist bisexuell und mehrfach zu Gast in entsprechenden Etablissements.

### Steve Black & Linda Black
Steve und Linda sind die Eltern von Tolkien. Sie haben beide gute Jobs und verdienen mehr als alle anderen Einwohner von South Park. Eric Cartman missfällt, dass Tolkiens Eltern ein großes Haus haben und sich viel leisten können, dennoch sucht er sie öfter auf, wenn er sich schlecht oder bedroht fühlt.

### Jack Tenorman †
Jack Tenorman ist der Vater von Scott Tenorman. In der nicht in Deutschland ausgestrahlten 201. Episode der Serie wird enthüllt, dass Jack Tenorman der leibliche Vater von Eric Cartman sei und dieser aus einem geheimen Verhältnis zu Liane Cartman hervorgegangen ist.
Jack Tenorman nimmt eine zentrale Rolle in der Folge „Scott Tenorman muss sterben“ ein. In deren Verlauf wird er, wie von Cartman beabsichtigt, zusammen mit seiner Frau vom Farmer Carl Denkins erschossen und im Anschluss von Eric Cartman zu Chili verarbeitet, womit sich dieser an Scott Tenorman rächen will.

## Andere Kinder

### Jimmy Valmer
Kennzeichen: braune Haare, gelber Pullover, Gehhilfe
Jimmy ist ein körperlich behinderter, stotternder, aber intelligenter Junge, der auf den Gebrauch von Krücken angewiesen ist, um sich fortzubewegen. Sein Blick ist in der Regel diagonal nach oben gerichtet und seine Unterlippe liegt auf der Oberlippe. Jimmy erzählt gerne und häufig Witze und tritt in seiner Freizeit als Comedian auf. Eine dabei häufig von ihm verwendete Phrase ist „Wow, ihr seid ein tolles Publikum!“.
Als Jimmy zu Beginn der fünften Staffel vorgestellt wurde, lautete sein Nachname Swanson, der jedoch später aus unbekannten Gründen in Valmer geändert wurde.
Jimmys Eltern halten die Behinderung ihres Sohnes für eine Strafe Gottes, da sie sich immer über Behinderte lustig gemacht hatten.

### Leopold „Butters“ Stotch
Kennzeichen: blonde Haare mit zentriertem kleinen Haaransatz, türkise Jacke, dunkelgrüne Hose
Butters ist ein freundlicher und äußerst naiver Junge mit einer kindlichen Fantasie, der von seinen Freunden häufig ausgenutzt wird. Zu Beginn der sechsten Staffel wird er als Ersatz für den verstorbenen Kenny angeheuert, mit dem ihn eine Freundschaft verbindet. Nachdem er als Kenny-Ersatz von den anderen Jungs gefeuert worden ist, nimmt Butters eine zweite Identität als Superschurke „Professor Chaos“ an, um sich an der Gesellschaft zu rächen und Chaos zu verbreiten – was jedoch meist an seinen harmlosen Taten scheitert. Er tritt seither des Öfteren als klassischer Widersacher auf, wenn die vier Freunde verschiedene rechtschaffene Charaktere spielen.
Butters’ Eltern sind allem Anschein nach nur an seiner Erziehung und kaum an seinem Wohlergehen interessiert. Von ihnen wird Butters sehr streng und autoritär erzogen, so dass er ständig befürchten muss, unter Hausarrest gestellt zu werden, was ihm häufig passiert. Aufgrund dieser Erziehung wirkt er sehr naiv und unterscheidet sich in seinem Verhalten stark von den übrigen Kindern. Ab der achten Staffel hört man Butters des Öfteren ein kleines Lied mit dem Text „Lululu, ich mag Äpfel mehr als du.“ singen, welches seinen kindlichen Charakter verdeutlicht. Er wird häufig von Cartman aufs Korn genommen, dessen eindeutiges Lieblingsopfer er ist. Trotz aller Naivität wird gelegentlich angedeutet, dass Butters Cartman nicht sonderlich mag und ihm nicht bedingungslos vertraut. Oft tritt Butters in der Schule als derjenige Junge auf, der die anderen hektisch von brisanten Themen und Vorgängen benachrichtigt.
Während Butters zu Beginn der Serie eine eher unbedeutende Rolle einnimmt, tritt er ab der sechsten Staffel immer häufiger und in tragenderen Rollen an der Seite der drei beziehungsweise vier Hauptcharaktere auf.
Butters’ Geburtstag ist der 11. September und seine Eigenschaften bzw. sein Auftreten sind eine Hommage an einen Mitarbeiter im South-Park-Produktionsteam: Eric Stough – Director of Animation.

### Phillip „Pip“ Pirrup †
Kennzeichen: rotes Jackett, grüne, viel zu große Fliege und eine ebenfalls grüne Mütze
Pip wird von Eric oft als Franzose bezeichnet, stammt jedoch aus England. Seine Erziehung zum „Gentleman“ und seine dementsprechend große Höflichkeit lassen ihn zu einer beliebten Zielscheibe für die Hänseleien seiner Mitschüler werden. Pip ist eine Anspielung auf den gleichnamigen Protagonisten des Romans Große Erwartungen von Charles Dickens. In der Episode Große Erwartungen wird dieser berühmte Dickens-Roman parodiert. Dabei folgt die Handlung zunächst nahezu vollständig der Originalvorlage und enthält erst zu Episodenschluss den für die Serie typischen Humor. Obwohl er der Völkerballmannschaft von South Park zum Gewinn der Weltmeisterschaft verhilft, ändert sich nichts an seiner Situation als scheinbar größter Außenseiter der Stadt. In Episode 201 stirbt Pip, als er von Robo-Streisand zu Tode zerstampft wird.

### Timmy Burch
Kennzeichen: Rollstuhl, übergroßer Kopf und meistens behindert wirkendes Lächeln im Gesicht
Timmy ist ein behinderter Junge, welcher am Anfang der vierten Staffel zur Klasse stößt. Er hat neben seiner körperlichen Behinderung eine angeborene Sprachstörung und kommuniziert überwiegend durch den Ausruf seines Namens in Form von „TIMMÄÄHHH!!!“. In einigen Episoden verwendet er auch den Satz „Lügen bringen Schande“ (im Englischen „Living a lie“). Seine Eltern, Richard und Helen, leiden unter derselben Behinderung. In dem ebenfalls behinderten Jimmy sieht er zunächst seinen größten Feind und Konkurrenten, im weiteren Verlauf der Serie schließen beide jedoch Freundschaft.
Die Vorsitzenden des Fernsehsenders Comedy Central wollten die Einführung Timmys ursprünglich nicht zulassen. Möglich war die Darstellung nur durch die soziale Integration in die Gruppe, die ihn wie ein normales Mitglied behandelt.

### Tweek Tweak
Kennzeichen: blonde, struppige Haare, dunkelgrünes, falsch zugeknöpftes Hemd, violette Hose, angespannter Gesichtsausdruck mit Tics und Zittern
Die Tweaks betreiben einen Kaffeeladen und geben ihrem Sohn täglich große Mengen Kaffee zu trinken. Dies ist unter anderem der Grund dafür, dass Tweek sehr zappelig und nervös wirkt und unter Verfolgungswahn leidet. Er ist stets sehr angespannt, zwinkert immerzu und spricht meist nur in kurzen Sätzen. Seine Eltern sind allerdings davon überzeugt, dass das Hyperaktivitätssyndrom ADHS für seinen Zustand verantwortlich ist. Ein von Tweek häufig verwendeter Ausruf lautet: „Ich halt' den Druck nicht aus!“
Nachdem Butters in der sechsten Staffel Kenny vorübergehend im Freundeskreis der drei Hauptfiguren ersetzt und dann entlassen wird, fungiert Tweek zeitweise als viertes Mitglied der Gruppe. Seit der Folge Tweek x Craig (Staffel 19 Folge 6) führt Craig mit Tweek eine Beziehung.

### Wendy Testaburger
Kennzeichen: schwarze, lange Haare, violette Jacke, gelbe Hose und rosa Mütze
Die wohlhabende, aber gelegentlich arrogant erscheinende Wendy ist die beste Freundin von Bebe Stevens und wird von den Schülern als eine der hübschesten, intelligentesten und fleißigsten Kinder der South-Park-Grundschule wahrgenommen. Sie vertritt feministische Positionen und ist – mit Unterbrechungen – die Freundin von Stan. Allerdings kommt es zwischen beiden nie zu einem Kuss, da sich Stan jedes Mal kurz davor übergeben muss.
Wendys ständiger Gegenspieler ist Cartman, dem Wendys Beliebtheit offenbar nicht recht ist.

### Clyde Donovan
Kennzeichen: braune Haare, bordeauxrote Jacke und dunkelgraue Hose
Der gelegentlich emotional wirkende Clyde ist ein schüchterner Junge, der im Verlauf der Serie häufig als Nebencharakter in Erscheinung tritt, manchmal allerdings auch in für die Handlung der jeweiligen Episode relevanteren Rollen.
Ansonsten ist Clyde, der oft an der Seite von Butters zu sehen ist – etwa in Cartmanland, wo die beiden als erste Besucher den gleichnamigen Freizeitpark betreten dürfen – eher eine stille Nebenfigur, die nicht wirklich an den Unternehmungen der vier Freunde interessiert ist. So kommt es des Öfteren vor, dass er sich lieber anderen Vergnügungen widmet als ihnen zur Seite zu stehen. Er fällt zudem mit trockenen Sprüchen auf, ist zumeist Mitläufer und ist gelegentlich in Gegenwart von Craig zu sehen.
In der Episode Rückwärts Reiten tötet Clyde versehentlich seine Mutter, indem er wieder einmal die Klobrille hochgeklappt lässt, woraufhin seine Mutter ins Klo fällt und ihr bei Betätigung der Spülung durch den Unterdruck die Organe ausgesogen werden.

### Craig Tucker
Kennzeichen: blaue Mütze mit gelbem Bommel, darunter schwarze Haare, blaue Jacke und schwarze Hose
Der teilweise als Schläger geltende Craig ist ein Klassenkamerad der vier Hauptfiguren und schert sich nicht um deren Abenteuer. Er legt gewissermaßen eine „Null-Bock-Haltung“ an den Tag, so dass er meist wenig und mit erkennbarem Desinteresse spricht. Zusätzlich zeigt Craig vor allem in den ersten Episoden vermehrt anderen Personen den Mittelfinger. Zu den weiteren Eigenschaften Craigs zählt aggressives, zynisches und ironisches Verhalten. Ein ähnliches Muster ist auch in seiner Familie stark ausgeprägt. Craig bildet zusammen mit Tolkien, Tweak und Clyde, manchmal auch mit Jason oder Jimmy, eine Art Gang, bei der er meist wie deren Anführer wirkt, und ist Stammgast bei Schulpsychologe Mr. Mackey. Seit der Folge Tweek x Craig (Staffel 19 Folge 6) führt Craig mit Tweek eine Beziehung.

### Tolkien Black
Kennzeichen: Tolkien ist Afroamerikaner und trägt ein lila T-Shirt mit einem „T“ darauf
Der aus einer wohlhabenden Familie stammende Tolkien (nach J. R. R. Tolkien) ist das einzige schwarze Kind in South Park; in der Serie wird er vormals als Token, Token Williams und schließlich Token Black bezeichnet. Infolge von insbesondere in den Vereinigten Staaten verbreiteten Klischees muss er sich wiederholt vor allem gegen Cartman behaupten. In einer Episode der Serie überzeugt er viele schwarze Prominente, sich in South Park niederzulassen, die jedoch bald darauf wieder wegziehen, da sie von den meisten Einwohnern aufgrund ihres Reichtums abgelehnt wurden.
Das Wort „Token“ steht für „Quotenschwarze“ in Filmen.

### Bebe Stevens
Kennzeichen: blond gekräuselte Haare, rote Jacke und grüne Hose
Bebe Stevens ist Wendys beste Freundin, mit der sie oft aufmunternde „Frauengespräche“ hält, und besucht ebenfalls die South-Park-Grundschule. Bebe ist ein frühreifes, junges Mädchen, das sehr auf ihr Aussehen bedacht und bereits früh reges Interesse am anderen Geschlecht zeigt. Sie tritt oft als Nebencharakter in Erscheinung, übernimmt jedoch im Verlauf der Serie auch handlungstragende Rollen, so etwa in der Episode Bebes Brüste bringen Krieg, als ihr als erstem Mädchen in der Klasse Brüste wachsen, was dazu führt, dass sich alle Jungs wie Affen benehmen.

### Ike Broflovski
Kennzeichen: schwarze Haare, Strampelanzug, in Kindergarten grünes T-Shirt mit Segelboot darauf, spricht noch „Babysprache“
Ike stammt aus Kanada und ähnelt hinsichtlich seines Äußeren den anderen Kanadiern in der Serie. Bevor er zur Adoption freigegeben und von Kyles Eltern aufgenommen wurde, hieß er Peter Gins. Da er zu Unrecht stets als überdurchschnittlich intelligent gilt, was sich zu einem Running Gag entwickelt hat, tritt er vorzeitig in den Kindergarten ein.
In der Folge Schuljungen-Report wird jener Running Gag auf die Spitze getrieben, als er und seine Vorschullehrerin sich ineinander verlieben und eine Beziehung eingehen.

### Rebecca „Red“ McArthur
Kennzeichen: rote, lange Haare, dunkelblaue Jacke und dunkelblaue Hose
Rebecca ist eine Freundin Wendy und Bebe. Sie ist Mitglied der „Beliebten -Mädchen “-Clique der Schule und obwohl bekannt ist, dass sie manchmal konfrontativ ist, hat sie auch eine nette Persönlichkeit.

### Shelly Marsh
Kennzeichen: blonde Haare, zahnspangentragend
Shelly ist Stans gewalttätige ältere Schwester. Sie duldet es nicht, wenn sich ihr Bruder über sie lustig macht, und verprügelt ihn regelmäßig. In einer Folge, in der sie auf Cartman aufpassen soll, hat sie eine Beziehung mit einem erwachsenen Gitarrenspieler namens Skyler, der auch später bei den „Fürsten der Finsternis“ spielt. Dieser macht aber mit ihr Schluss, da sie ihn nicht „ranlassen“ will. Mit Cartman rächt sie sich an ihm am Ende der Folge. Gerüchten zufolge soll sie eine Affäre mit Kennys großem Bruder Kevin haben.

### Kyle Schwartz
Kennzeichen: lockige Haare, große Brille, nerdiges Aussehen
Kyle ist der Cousin von Kyle Broflovski und stammt aus Connecticut. Er hat ein wenig ansprechendes Äußeres und ist sehr unsportlich. Aus Gesundheitsgründen kann er viele Dinge nicht essen, zudem hat er Asthma. Kyle Broflovski kann seinen Cousin nicht leiden, dieser wiederum hält ihn und seine Freunde für „Dumpfbacken“.

### Heidi Turner
Kennzeichen: lange braune Haare, rote Mütze, grüne Jacke und graue Hose
Heidi besucht die vierte Klasse der South-Park-Grundschule. Ihre beste Freundin ist Wendy, so dass auch sie zur Gruppe der beliebten Mädchen gehört.
Seit der 20. Staffel ist Heidi mit Eric Cartman zusammen, da beide keine Social-Media-Accounts mehr haben. Sie beschließen sogar gemeinsam zum Mars zu fliegen.
Bereits in einer früheren Episode hatten die beiden bei einem Schulexperiment als „Eltern“ gemeinsam auf ein Ei aufpassen müssen.

### Nichole Daniels
Kennzeichen: Nichole ist Afroamerikanerin und trägt ihre Haare in Form eines Odango
Nichole kommt neu in die vierte Klasse der South-Park-Grundschule. Sie freundet sich schnell mit den anderen Mädchen an und wird Cheerleaderin. Eric versucht sie mit Tolkien, dem einzigen anderen afroamerikanischen Mitschüler, zu verkuppeln, was ihm schließlich gelingt.

### Terrance Mephisto
Kennzeichen: braune Haare, violettes Hemd, gelbe Hosenträger
Auch Terrance geht in die South-Park-Grundschule. Er ist der Sohn von Dr. Alphonse Mephisto und wird meist mit seinen Freunden Bill Allen und Fosse McDonald gesehen. Er tritt als Gegenspieler von Eric und Co. in Erscheinung. Während Terrance in der ersten Staffel regelmäßig Auftritte hat, ist er später kaum noch präsent.

### Goth-Kinder
Kennzeichen: schwarze Haarsträhnen im Gesicht, schwarz gekleidet
Die Goth-Kids gehen ebenfalls zur South-Park-Grundschule. Sie hängen in einer Schulhofecke ab, rauchen, trinken Kaffee und sind immer schlecht gelaunt. Sie werden von anderen wahlweise für Vampir-Kinder oder Emos gehalten. Die Gruppe hat vier Mitglieder verschiedenen Alters und Geschlechts.

### Sechstklässler
Die Sechstklässler fahren bevorzugt mit ihren Fahrrädern durch die Gegend. Ihr Wortführer hat längere braune Haare und trägt ein grünes T-Shirt mit seinem Konterfei darauf. Stecken Eric und Co. richtig in der Klemme, bitten sie manchmal die Sechstklässler um Hilfe (z. B. in der Folge „Vorschule“).

## Weitere Figuren

### Veronica Crabtree †
Veronica Crabtree ist die Busfahrerin des Schulbusses der South-Park-Grundschule. Sie drückt sich in der Regel vulgär und laut aus und fällt äußerlich durch ihr ungepflegtes Erscheinungsbild und einem sich stets in ihrem Haar befindenden Vogel auf. In der Episode Cartmans unglaubliche Gabe fällt sie – nach langer Serienabstinenz – einem Serienkiller zum Opfer.

### Schwester Gollum
Schwester Gollum ist die Krankenschwester in South Park. Sie fällt dadurch auf, dass ein Fötus aus ihrer linken Schläfe herausragt. Trotz ihres Handicaps macht sie einen freundlichen und ausgeglichenen Eindruck.

### Mr. Hankey
Mr. Hankey ist eine Weihnachtsfigur in South Park. Er ist ein Stück Kot, das stets eine Weihnachtsmütze trägt und mit seiner Familie (einer alkoholsüchtigen Frau und drei Kindern) in der Kanalisation lebt. Tritt Mr. Hankey in Erscheinung, so erklingt oft eine charakteristische Begleitmusik. Er hat magische Kräfte, die auf den gewaltigen Massen des Inhaltes der Kanalisation basieren.

### Herbert Garrison
Mr. Garrison ist der homosexuelle, schizophrene und rassistische Grundschullehrer der Kinder. Zu Beginn leugnet er seine Homosexualität und überträgt diese auf seine Fingerpuppe Mr. Zylinder (engl. „Mr. Hat“), welche zeitweise durch Mr. Zweig (engl. „Mr. Twig“) ersetzt wird. Mr. Zylinder wird als die böse Seite von Mr. Garrison beschrieben. Er spricht aus, was dieser nur zu denken wagt. Außerdem kann die Puppe durchaus selbstständig handeln, sie prügelt sich mit anderen Lehrern, hilft Mr. Garrison und Chefkoch aus dem Gefängnis und ist Mitglied beim Ku-Klux-Klan. In der Zeit, in der Mr. Garrison seine Homosexualität leugnet, wird er häufig von Einwohnern der Stadt (insbesondere von Jimbo) als schwul bezeichnet. Daraufhin entgegnet er stets, dass er Schwule hasse, bis er sich selbst seine Homosexualität eingesteht.
Als Garrison seine Homosexualität offenbart, wird er entlassen und muss die Kindergartenkinder unterrichten. In der Folgezeit legt er die Figur des Mr. Zylinder ab. Als die Jungen in die vierte Klasse aufsteigen und ihre alte Lehrerin stirbt, darf Mr. Garrison sie wieder unterrichten, da seine Homosexualität nun gesetzlich toleriert werden muss. Dieses Antidiskriminierungsgesetz möchte Garrison ausnutzen, indem er seinen Lebenspartner Mr. Sklave (engl. „Mr. Slave“) als Assistent in den Unterricht mitbringt und an ihm sexuelle Handlungen vornimmt, um seine erneute Entlassung zu provozieren und so Schmerzensgeld zu kassieren, was jedoch misslingt. Zu Beginn der neunten Staffel unterzieht sich Mr. Garrison einer Geschlechtsumwandlung und wird nun Mrs. Garrison genannt, woraufhin sich Mr. Sklave von ihm trennt und mit Big Gay Al eine Beziehung beginnt. Nach der Erkenntnis, dass er nicht schwanger werden kann und er daher keine richtige Frau ist, lässt er sich in der zwölften Staffel wieder zu einem Mann umoperieren. Über die aktuelle sexuelle Orientierung Mr. Garrisons ist nichts bekannt.
In der 20. Staffel geht Garrisons lange gehegter Wunsch, Präsident der Vereinigten Staaten zu werden, in Erfüllung. In diesem Amt gleicht er in Aussehen und Verhalten Donald Trump.

### Jerome „Chefkoch“ McElroy Junior †
Kennzeichen: Chefkochmütze, rotes T-Shirt, blaue Hose, weiße Schürze
Der ursprünglich aus Schottland stammende, sich zur islamischen Religion bekennende afroamerikanische Koch der Schulkantine ist häufiger Ansprechpartner und guter Vertrauter des zentralen Freundeskreises bei Fragen und privaten Problemen. Dabei muss er häufig als heikel geltende Themen besprechen, die von den Eltern der Kinder gemieden werden, so etwa zur sexuellen Aufklärung. Da er selbst ein großes Interesse am weiblichen Geschlecht hat und sexuell sehr aktiv ist, gibt er den Kindern, wenn auch widerstrebend, selbst bei heiklen Fragen Auskunft. Dabei gibt „Chefkoch“ seine Antworten in Form von Liedern zum Besten, die jedoch nicht immer zum angesprochenen Thema passen. Nebenbei betreut Chefkoch als Trainer die Völkerball- und Footballmannschaft South Park Cows der Grundschule. Chefkoch stirbt, als er eine Klippe hinunterstürzt und dort von einem Bären gefressen wird.

### Jesus
Kennzeichen: lange Haare, Bart, Heiligenschein, Art Toga, Sandalen
Jesus hat eine eigene Fernsehserie namens „Jesus und seine Kumpels“ (engl. „Jesus and pals“) im „Offenen Kanal“ von South Park und ist zu Beginn der Serie regelmäßig zu sehen. Er spricht mit ruhiger Stimme, ist hilfsbereit und versucht die Menschen seiner Umgebung oftmals von neuen Ideen zu überzeugen. In der sechsten Staffel wird er zu Weihnachten von Irakern erschossen, kehrt allerdings in Episode 100 zurück, in welcher er kurz in einer großen Menschenmenge zu sehen ist. Seitdem tritt er wieder häufiger auf, jedoch in unregelmäßigen Abständen, etwa wenn seine Hilfe als notwendig erachtet wird.

### Satan
Kennzeichen: rote Haut, muskulöser Körper, zerrissene Hose mit Schädel als Gürtelschnalle, Hufe als Füße, Bart, gelbe Augen, gelbe Hörner
Satan tritt das erste Mal in der Folge Damien der ersten Staffel auf. In dieser Folge tritt er gegen Jesus im Ring an und verliert absichtlich, gewinnt aber eine Menge Geld, da er als einziger in ganz South Park auf Jesus gewettet hatte. In der ersten Staffel wird er als gerissen und dämonisch charakterisiert. In den späteren Staffeln sowie im Film tritt er jedoch als „Herrscher der Hölle mit einem weichen Kern“ auf. Satan ist homosexuell und hat auch eine Beziehung mit Saddam Hussein, von dem er sich jedoch missverstanden und sexuell ausgenutzt fühlt. Nachdem Satan nicht weiter weiß, holt er sich Rat bei Gott, der ihm daraufhin empfiehlt, mit Saddam Schluss zu machen. Für die räumliche Trennung wird Saddam in den Himmel verbannt.
In einer anderen Folge versucht er mit einer Armee von Dämonen, den Himmel zu erobern, was schließlich nur dank Kennys (zweifachem) Tod und durch die goldene PSP vereitelt werden kann.
Er hat einen achtjährigen Sohn namens Damien, der in der gleichnamigen Folge auftritt. Satan wohnt in einem Haus am Lavasee mit eigenem Steg und gibt regelmäßig Barbecues für seine Freunde.

### Officer Barbrady
Kennzeichen: Polizeiuniform, Sonnenbrille und dämlicher Gesichtsausdruck
Der ehemalige Analphabet Barbrady ist ein insbesondere in den frühen Staffeln auftretender, debil wirkender und zu Gewalt neigender Polizist, der lange Zeit die einzige Polizeikraft in South Park darstellt. Oft beobachtet er Verbrechen ohne etwas zu unternehmen und lässt diese ohne jegliche Handlung seinerseits geschehen. Derartige Situationen kommentiert er dann mit Worten wie „Hier gibt es nichts zu sehen!“ oder „Weitermachen!“. In der Folge Widerstand ist zwecklos zeigt er jedoch auch eine vernünftige Seite, als er Cartman belehrt, dass er niemanden töten darf.

### Jimbo Kern & Ned Gerblansky
Jimbo ist Stans Onkel und der ältere Bruder von Randy. Ned ist Jimbos bester Freund aus dem Vietnamkrieg und zudem ein Kriegsinvalide, der durch seine eigene Granate einen Arm verlor. Darüber hinaus hat er seine Stimme durch ständiges Rauchen eingebüßt und ist auf eine elektronische Sprechhilfe angewiesen. Die beiden sind leidenschaftliche Jäger; bevor sie ein harmloses Reh oder ein süßes Häschen brutal mit einer zumeist unangemessen großkalibrigen Waffe erlegen, rufen sie laut „Es kommt direkt auf uns zu!“ So können sie die Naturschutzgesetze umgehen, indem sie sich auf Selbstverteidigung berufen. Als diese Regelung nicht mehr gilt, benutzen sie den Vorwand, die Anzahl der Tiere zu minimieren, um sie vor dem Aussterben zu bewahren. Außerdem sind sie überzeugte Patrioten, besitzen einen Waffenladen namens Jimbo’s Guns und hatten auch schon eine eigene Fernsehsendung namens Hunting and Killing.

### Bürgermeisterin McDaniels
Sie ist nur um das gute Image ihrer selbst und das der Stadt bemüht, eher inkompetent, machtbesessen und braucht immer ihre zwei Assistenten um sich.
Es gibt auch (sehr direkte) Hinweise auf eine Kooperation mit der japanischen Mafia. McDaniels wurde zu Beginn der Serie des Öfteren sowohl mit Officer Barbrady als auch mit ihren Assistenten bei sexuellen Handlungen ertappt. Sie war vermutlich auch eine der Frauen, die schon mit Mrs. Cartman geschlafen haben.

### Principal Victoria
Victoria Stein ist die Direktorin der South-Park-Grundschule. Sie hat voluminöses gelbes Haar und eine Abneigung gegen Eric Cartman. Sie führt die Schule tadellos, wird jedoch des Öfteren von Mr. Garrison kritisiert.
In späteren Folgen verliert sie aufgrund einer Intrige von Mr. Mackey ihren Job, weil dieser sie nicht mehr ertragen konnte.

### Mr. Mackey
Mr. Mackey ist der Vertrauenslehrer sowie Schulpsychologe und daher oft mit den Problemen der Kinder beschäftigt. Er beendet oft Sätze mit dem Ausspruch „m’kay“ (in späteren Folgen der deutschen Fassung „klar“), worauf sich sein Name zurückführen lässt. Wegen seiner zu eng gebundenen Krawatte ist Mr. Mackeys Kopf überdimensional angeschwollen. Im Film versucht er, die „missratenen“ Kinder zu heilen.
Mr. Mackey engagiert sich leidenschaftlich gegen Drogen, verliert dadurch allerdings vorübergehend seinen Job und beginnt daraufhin, selbst Drogen zu nehmen. Dabei lernt er auch seine große Liebe, ein Hippiemädchen, kennen und kommt von den Drogen los. Sie wird aber von Schlägern (einer Comicversion des „A-Teams“) im Auftrag der Lehrerschaft entführt und er sieht seine Geliebte nie wieder.
Als Kind wurde er von Woodsy Owl vergewaltigt. In Hundemelken hat er eine Beziehung mit der Grundschullehrerin der vier Jungs, Mrs. Choksondik.

### PC Principal
PC Principal ist der neue Direktor der South-Park-Grundschule. Er ist hart und streng, insbesondere gegenüber Eric und Leslie, und geht kompromisslos gegen jegliche Art von Intoleranz und Diskriminierung vor. Er gehört der feierfreudigen PC-Bruderschaft an, die sich gleichsam für körperliche Fitness und Politische Korrektheit einsetzt.
Er ist Mitte 30, von muskulöser Statur und wird anfangs von Eric, Kyle, Stan und Kenny gefürchtet, was sich jedoch ändert, als sie seine wirklichen Absichten erkennen.

### Starke Frau
Starke Frau ist die derzeitige stellvertretende Schulleiterin der South Park Grundschule und die Mutter der PC Babies. Wie ihr Name schon sagt, ist sie eine starke und unabhängige Frau, die versucht, ein Vorbild für kleine Mädchen zu sein. Sie hat eine Beziehung mit PC Principal, welcher der Vater der PC Babies ist.

### Diane Choksondik †
Mrs. Choksondik ist in der vierten Klasse die neue Klassenlehrerin von Stan, Kyle, Cartman und Kenny. Ihr auffälligstes Merkmal sind ihre großen, herabhängenden Brüste. Wenn sie ihre Arme nach oben hebt, hebt sich auch ihr Pullover ein Stück und die Enden ihrer Brüste scheinen hervor. Sie kommt aus Denver und gilt allgemein als strenge Lehrerin, kommt aber zunächst nicht mit den frechen Kindern klar, weswegen sie Rat bei Mr. Garrison sucht. In der Folge Hundemelken hat sie eine Beziehung mit dem Schulpsychologen Mackey, in der Episode Professor Chaos stirbt sie.
Ihr Name ist homophon zu „chokes on dick“, eine von den Machern der Serie gewollte Ähnlichkeit.

### Dr. Alphonse Mephisto
Mephisto ist ein verrückter Gentechniker, der immer mit einem undefinierbaren stummen Wesen namens Kevin auftritt. Häufig versucht er, Tiere auf gentechnischem Wege zu verbessern, indem er ihnen zusätzliche Hintern anzüchtet. Er ist überzeugt, dass ein Wesen mit mehreren Hintern allen anderen Wesen überlegen sei. Zudem hat er einen Gehstock, auf dem sich ebenfalls ein Gesäß befindet. Er ist Mitglied in der „National Association of Marlon Brando Look-Alikes“ (NAMBLA), einem Verein von Marlon-Brando-Doppelgängern. Dies hängt damit zusammen, dass die Figur auf Dr. Moreau (im Speziellen aus der John-Frankenheimer-Verfilmung von 1996) basiert, der wie Dr. Mephisto auch von einer kleineren Version seiner selbst begleitet wird und zudem von Marlon Brando gespielt wurde.

### Marvin „Opa“ Marsh
Stans Opa väterlicherseits ist Mittelpunkt einiger Folgen, in denen die Probleme von (und mit) alten Menschen thematisiert werden. Der neurotische Rentner, der seinen Enkel Stan immer „Billy“ nennt, versucht häufig, seinem Leben ein Ende zu setzen und seine Mitmenschen dazu zu bringen, ihm dabei behilflich zu sein. Ansonsten fällt er hin und wieder durch seine ausgeprägten nationalistischen Neigungen auf. Er ist eine Quelle unnützer Weisheiten für die vier Jungs.

### Terrance und Phillip
Terrance und Phillip sind ein kanadisches Comedy-Duo mit einer eigenen Fernsehserie. Ihr Aussehen erinnert an Mülleimer mit Klappdeckel und ist typisch für alle Kanadier der Serie. Ihre Sendung besteht fast nur aus Furzorgien und Fäkalhumor und entstand, als manche Leute behaupteten, dass South Park nur aus Furzwitzen bestehe, was Trey Parker und Matt Stone als Gag umsetzten. Terrance und Phillip ist die Lieblingssendung aller Jungen in South Park, was den Eltern der Kinder missfällt, da sie auf diese Weise schlimme Schimpfwörter beigebracht bekommen. Der Erzrivale von Terrance und Phillip ist der korrekte, stets schlecht gelaunte, humorlose Staatsanwalt Scott, der sie unbedingt hinter Gitter bringen will und eine Abneigung gegen US-Amerikaner hat, da er glaubt, sie wollen Kanada einnehmen.

### Towelie
Towelie ist ein lebendes und sprechendes sowie Marihuana rauchendes Handtuch, dessen Existenz auf Militärexperimente zurückgeht. Seine Bestimmung ist es, Leute über die Benutzung von Handtüchern zu informieren. Es erscheint erstmals in der achten Episode der fünften Staffel. Es fällt vor allem dadurch auf, dass es den Einwohnern von South Park Ratschläge bezüglich Handtüchern gibt („Don’t forget to bring a towel“) und stets auf der Suche nach dem nächsten Trip ist („Well, I’m gonna get a little high“). Im Verlauf der Folge wird es Gegenstand einer Auseinandersetzung zwischen der Army und Tynacorp, in die Cartman, Kenny, Stan und Kyle hineingezogen werden. In der Folge Viel Frottee um nichts spielt es die Hauptrolle. Es schreibt eine Autobiographie und muss sich, um sie zu verkaufen, als Mensch verkleiden, was im Allgemeinen etwas an Michael Jacksons Karriere erinnert. Als herauskommt, dass es ein Handtuch ist, wird ein Lynchversuch gestartet. Dieser wird jedoch unterbunden, da es eine von Oprah Winfreys Vagina und After gestartete Geiselnahme beendet.

### Tuong Lu Kim
Er ist der chinesische Besitzer des Lokals „City-Wok“. Sein Akzent geht teilweise in der deutschen Übersetzung und Synchronisierung verloren, durch den sich „City“ wie „shitty“, also wie „scheiße“, anhört. Im Namen seines Lokals kann dies zwar auch in den deutschen Folgen beibehalten werden: „Shitty-Fuck“ statt „City-Wok“; verloren geht allerdings „Ich hasse diese ganze Scheiße (Stadt)!“ (I hate this whole shitty (city)!). Seine Frau ist die chinesische Sängerin Wing, welche auch in einer Folge auftritt. In einer Folge wird er damit beauftragt, eine Mauer um South Park zu bauen, damit die Kinder der Stadt vor möglichen Vergewaltigern geschützt werden, die Mauer wird jedoch immer von Mongolen auf Pferden zum Einsturz gebracht.
Tuong Lu Kim wird in einigen Quellen auch Twong Lu Kim geschrieben.
Er hat eine multiple Persönlichkeitsstörung und ist auch Butters Psychiater, ein kleiner Junge und andere Personen.

### Priester Maxi
Maxi ist der Priester von South Park. Er trägt einen schwarzen Kittel. Maxi ist sehr kirchlich und mag keine Juden und Andersgläubige. Jedoch hält er nicht viel davon, dass Priester nicht heiraten dürfen. Ihm wird vorgeworfen, dass er Sex mit einem Kind hatte, was aber nicht stimmt. Er war schockiert, dass alle anderen Priester mit Kindern Sex haben.

### Tom Thompson
Tom Thompson ist Nachrichtensprecher des Senders „Kanal 4“. Er hat braune Haare, einen braunen Schnauzbart und einen Mantel an. Tom ist der Hauptnachrichtensprecher des Senders, weswegen er am häufigsten zu sehen ist. Meistens ist seine Schwester Tammy Thompson die Co-Moderatorin. In späteren Folgen haben Tom und Tammy ein inzestuöses Verhältnis.

### Harrison „Lou“ Yates
Officer Harrison Yates ist der Polizeichef in South Park. Er trägt ein weißes Hemd mit Hosenträgern und beugt ständig die Regeln. In der Folge „Butters Oberbitch“ verkleidet er sich als Prostituierte, um Männer, die mit Prostituierten verkehren, zu verhaften, wobei er jedoch zuerst mit den Männern den Geschlechtsakt vollzieht, bevor er sie festnimmt, was den anderen Polizisten verständlicherweise eigenartig vorkommt. Seine Rechte Hand ist Officer Murphy.

### Darryl Weathers
Der rothaarige, einen Schnurrbart und ein grünes Flanellhemd tragende Darryl Weathers ist der Wortführer der einfachen Arbeiter South Parks. Er versucht mehrfach mit dem Ausruf „Sie klauen unsere Jobs!“ andere aus der Arbeiterschicht zum Widerstand anzustacheln.

### Dr. Gouache
Dr. Gouache ist der Chef-Doktor in South Park.
Er ist der einzige Arzt und hat graue Haare und einen grünen Doktorkittel an. In der Folge „Rotschöpfe“ gesteht er gegenüber Mrs. Cartman, dass er Rothaarige nicht mag und sie am liebsten einschläfern lassen würde. Er ist ansonsten ein sehr unauffälliger Charakter, der jedoch in jeder Krankenhaus-Episode in Erscheinung tritt.

### Mr. Sklave
Mr. Sklave oder Mr. Slave ist ein perverser und homosexueller Einwohner von South Park. Er führte eine langjährige Beziehung mit Herbert Garrison. Später heiratete er Big Gay Al.

### Saddam Hussein
Saddam Hussein kommt in einigen Folgen als Nebendarsteller vor und versucht einige Male, die Herrschaft über Kanada zu erlangen, wird daran aber jeweils von den vier Freunden und von Terrance und Phillip gehindert. Nachdem er in der realen Welt gestorben und nun in die Hölle gekommen ist, nimmt er eine homosexuelle Beziehung zu Satan auf, in der er „harten“ Sex von ihm möchte. Diese Beziehung scheitert allerdings bereits im Kinofilm, rafft sich in der Serie aber nochmal auf. Da Saddam versucht, den neuen Liebhaber Satans (Chris) umzubringen, weist Satan ihn ab und entscheidet sich, zunächst keine Beziehung mehr führen zu wollen. Er schickt Saddam daraufhin, nach einer Bitte an Gott, in den Himmel, damit er endlich seine Ruhe hat, jedoch versucht Saddam in der Folge „Eine Leiter zum Himmel“ nun dort Massenvernichtungswaffen, getarnt als Schokoladenchips-Fabrik, herzustellen.